# Devin Toner
Pour les articles homonymes, voir Toner (homonymie).

a Compétitions nationales et continentales officielles uniquement.

b Matchs officiels uniquement.
Dernière mise à jour le 5 juillet 2023.
Devin Toner, né le 29 juin 1986 à Moynalvey, est un joueur international irlandais de rugby à XV évoluant au poste de deuxième ligne. Il joue avec le Leinster durant sa carrière. 
Il fait partie du cercle très fermé des joueurs ayant remporté quatre fois la Champions Cup, en compagnie de Cian Healy, Cédric Heymans, Frédéric Michalak, Isa Nacewa et Jonathan Sexton. Un record dans la compétition.  

## Biographie
Il dispute son premier test international en novembre 2010 contre la Samoa et participe au Tournoi des Six Nations à partir de 2013.
Il est sélectionné pour le Tournoi des Six Nations 2018. Il joue les cinq matchs du tournoi dont trois en tant que titulaire. L'Irlande remporte tous ses matchs et réalise ainsi le Grand Chelem.
Durant le mois de mars 2022, il annonce prendre sa retraite de rugbyman professionnel à la fin de la saison.

## Palmarès et statistiques

### En équipe nationale
Devin Toner compte 70 sélections avec l'Irlande, dont 53 en tant que titulaire, depuis sa première sélection le 13 novembre 2010 à Dublin face à l'équipe des Samoa. 
Il participe à huit éditions du Tournoi des Six Nations, en 2013, 2014, 2015, 2016, 2017, 2018, 2019 et 2020. Il dispute 31 rencontres, dont 24 en tant que titulaire. 
Il participe à une édition de la Coupe du monde, en 2015 où il joue quatre rencontres, face à la Roumanie, l'Italie, la France et l'Argentine.

### En club
- Leinster

- - Vainqueur de la/du Celtic League/Pro12/14 en 2008, 2013, 2014, 2018, 2019, 2020 et 2021.
  - Finaliste de la/du Celtic League/Pro12/14 en 2010, 2011, 2012 et 2018.
  - Vainqueur du Challenge européen en 2013.
  - Vainqueur de la Coupe d'Europe en 2009, 2011, 2012 et 2018.
  - Finaliste de la Coupe d'Europe en 2019.

### En sélection nationale
- Vainqueur du Tournoi des Six Nations en 2014, 2015 et 2018 (Grand Chelem) avec l'équipe d'Irlande.